# 見島 (得撫郡)
見島（みしま）は、北海道根室支庁得撫郡にあった集落で、得撫島東部に位置する。

## 概要
養狐番舎が存在したが、定住者はいない。得撫郡、新知郡、占守郡の3郡には市町村制が施行されていなかった。1945年8月にソ連軍が侵攻・占領した。戦後も札幌国税局管内の根室税務署の管轄であるが、ソビエト連邦の崩壊後もロシアによる占領が続いている。